# Еуксинско-колхијске широколисне шуме
Еуксинско-колхијске широколисне шуме су екорегион у оквиру биома широколисних и мешовитих шума умерених предела, који се географски простире дуж јужних обала Црног мора (од Бугарске до Абхазије). Вегетација овог региона је разноврсна и креће се од вегетације кишних шума умерених предела до вегетација приобалних шума, тресава и пешчаних дина. Прашуме које се налазе у оквиру овог региона центри су биодиверзитета, као и уточиште бројним угроженим животињским врстама. Еуксинско-колхијски екорегион сматра се угроженим, углавном услед исушивања водених станишта.
Овај екорегион се састоји из два подрегиона – еуксинског на западу, са мањом количином падавина, и колхијског на истоку, са много већом количином падавина (понекад и преко 4000 mm кишног талога годишње). Фитогеографска граница између ова два подрегиона је река Мелет у Турској.

## Живи свет региона
Велики специјски биодиверзитет екорегиона еуксинско-колхијских широколисних шума објашњава се историјски – током плеистоценских ледених доба овај екорегион био је рефугијум за источноевропске биљке прилагођене на умерену климу.
Најбројније су шуме широколисних и листопадних биљака, углавном источне букве (Fagus orientalis) или питомог кестена (Castanea sativa), са присуством китњака (Quercus petrea ssp. iberica), јаворова (Acer leatum, A. cappadocicum), липа и зелкове (Zelkova carpinifolia). Шуме у долини река гради црна јова (Alnus glutinosa). Спрат ниског дрвећа и жбунова често граде терцијарни реликти, мезофилне зимзелене биљке попут божиковине (Ilex aquifolium), бршљана (Hedera helix), зеленичета (Prunus laurocerasus), шимшира (Buxus sempervirens и B. colchica), рододендрона (Rhododendron ponticum, R. ungernii, R. smirnowii, R. caucasicum).
Међу карактеристикама фауне сисара, свакако треба поменути највећу популацију мрког медведа у Европи присутну управо у западном делу овог екорегиона. Друге значајне сисарске врсте су шакал (Canis aureus), рис (Lynx lynx), јелен (Cervus elaphus) и срна (Capreolus capreolus).
Фауна птица је богата угроженим и значајним врстама, попут кудравог пеликана (Pelecanus crispus) и белог пеликана (P. onocrotalus), малог корморана (Phalacrocorax pygmaeus), белоглаве утве (Oxyura leucocephala). Међу барским и воденим птицама значајне су и популације црне и беле роде, великог фламинга (Phoenicopterus roseus), кашичара (Platalea leucorodia), црвене чапље (Ardea purpurea), гака (Nycticorax nycticorax) и ражња (Plegadis falcinellus). 